# Le Mesnil-Auzouf
Le Mesnil-Auzouf ist eine Ortschaft und eine ehemalige französische Gemeinde mit 346 Einwohnern (Stand: 1. Januar 2022) im Département Calvados in der Region Normandie. Sie gehörte zum Arrondissement Vire.
Mit Wirkung vom 1. Januar 2017 wurden die bisherigen Gemeinden Jurques und Le Mesnil-Auzouf zu einer Commune nouvelle mit dem Namen Dialan sur Chaîne zusammengeschlossen und haben in der neuen Gemeinde den Status einer Commune déléguée. Der Verwaltungssitz befindet sich im Ort Jurques.

## Geografie
Le Mesnil-Auzouf liegt etwa 32 Kilometer südöstlich des im Département Manche gelegenen Saint-Lô. In nordöstlicher Richtung ist Caen rund 37 Kilometer entfernt.

## Bevölkerungsentwicklung
| Jahr                              | 1793 | 1836 | 1876 | 1926 | 1946 | 1968 | 1990 | 2014 |
| Einwohner                         | 566  | 723  | 605  | 434  | 410  | 351  | 253  | 394  |
| Quellen: Cassini, EHESS und INSEE |      |      |      |      |      |      |      |      |

## Sehenswürdigkeiten
- Kirche Saint-Christophe aus dem 18./19. Jahrhundert